# Superallsvenskan i ishockey 2004
Superallsvenskan i ishockey 2004 var en fortsättningsserie till Allsvenskan i ishockey 2003/2004. Kvalificerade lag var de 4 främsta i respektive Allsvenskan Norra och Allsvenskan Södra. De två främsta lagen när Superallsvenskan var slutspelad gick till kvalserien till Elitserien i ishockey 2004, medan lag 3-6 gick vidare till playoff till kvalserien. För de två sista lagen var säsongen färdigspelad, men de var kvalificerade för spel i Allsvenskan nästkommande säsong. Matcherna spelades med trepoängssystem, max fem minuters overtime och straffar.

## Tabell
| Nr | Lag                 | S  | V | ÖV | ÖF | F | GM | IM | MS  | P  |
| -- | ------------------- | -- | - | -- | -- | - | -- | -- | --- | -- |
| 1  | Mora IK             | 14 | 8 | 2  | 2  | 2 | 50 | 27 | +23 | 30 |
| 2  | Hammarby IF         | 14 | 8 | 1  | 2  | 3 | 40 | 37 | +3  | 28 |
| 3  | Skellefteå AIK      | 14 | 7 | 2  | 0  | 5 | 50 | 35 | +15 | 25 |
| 4  | IF Sundsvall Hockey | 14 | 5 | 3  | 2  | 4 | 40 | 42 | −2  | 23 |
| 5  | AIK                 | 14 | 5 | 3  | 1  | 5 | 47 | 39 | +8  | 22 |
| 6  | Bofors IK           | 14 | 5 | 2  | 2  | 5 | 38 | 37 | +1  | 21 |
| 7  | Västerås IK Ungdom  | 14 | 2 | 0  | 4  | 8 | 24 | 49 | −25 | 10 |
| 8  | IK Oskarshamn       | 14 | 1 | 2  | 2  | 9 | 34 | 57 | −23 | 9  |

Mora IK och Hammarby IF till Kvalserien 2004. Skellefteå AIK, IF Sundsvall AIK och Bofors IK till Playoff till Kvalserien.